# Fukushima (Fukushima)
La ciudad de Fukushima (福島市 Fukushima-shi?) es la capital de la prefectura de Fukushima, en la Región de Tōhoku de Japón.
Se encuentra a unos 250 km al norte de Tokio y a 80 km al sur de Sendai (Miyagi). A pesar de que la ciudad se encuentra tierra adentro, la prefectura posee varios puertos en el océano Pacífico como Onahama y Soma.
El aeropuerto de Fukushima se encuentra en las inmediaciones de Sukagawa.
En 2003, esta ciudad tenía una población estimada de 290 866 habitantes y una densidad de 389,68 personas por km².
La superficie total es de 746,43 km².
El 11 de marzo de 2011 ha quedado grabado para siempre en la psique japonesa. Ese día, el terremoto más intenso en la historia del país, de 9,1 puntos en la escala de Richter, y el tsunami de 15 metros que generó en la costa de la región de Tohoku, en el noreste nipón, se sumaron al error humano para crear el segundo accidente nuclear de mayor nivel en el mundo desde el de Chernóbil en 1986, en la planta nuclear Fukushima Daiichi. La falta de suministro eléctrico desencadenó la fusión del núcleo de tres de sus seis reactores; un cuarto quedó dañado por las explosiones de hidrógeno.

## Historia
La ciudad fue fundada el 1 de abril de 1907. Fukushima se llamaba antes "Shinobu-no-Sato," el pueblo de Shinobu. En el siglo XII Suginome Taro construyó un castillo, y el pueblo comenzó a desarrollarse como una ciudad amurallada que rodea el castillo de Fukushima.
Durante el periodo Edo, Fukushima alcanzó prosperidad por la producción de seda y su nombre se hizo muy conocido, incluso en Kioto.
Después de la Restauración Meiji en 1868, se estableció en Fukushima la sede de la prefectura y el Banco de Japón abrió una oficina en la ciudad.
El 1 de julio de 2008, Iino se fusionó con la ciudad de Fukushima.
El impacto del Tsunami del 2011 fue muy importante en la zona con miles de personas muertas y desaparecidas, y destrozos catastróficos en las zonas costeras impactadas por las olas. El posterior accidente de la central nuclear provocado por el Tsunami ha tenido un serio impacto en la población a causa de la carestía energética motivada por el cierre de la central nuclear. Sin reportarse ninguna víctima mortal por radiación, el área de exclusión actual - prácticamente limitada a las cercanías de la antiguas instalaciones- rebosan de vida salvaje y esperan la vuelta de los habitantes que fueron desplazados ante el posible riesgo radioactivo inicial.

## Clima
| Parámetros climáticos promedio de Central Fukushima, elevation of 67 metros (219,8 pies), located at 37°45.5′N 140°28.2′E / 37.7583, 140.4700 (1991-2020) | Parámetros climáticos promedio de Central Fukushima, elevation of 67 metros (219,8 pies), located at 37°45.5′N 140°28.2′E / 37.7583, 140.4700 (1991-2020) | Parámetros climáticos promedio de Central Fukushima, elevation of 67 metros (219,8 pies), located at 37°45.5′N 140°28.2′E / 37.7583, 140.4700 (1991-2020) | Parámetros climáticos promedio de Central Fukushima, elevation of 67 metros (219,8 pies), located at 37°45.5′N 140°28.2′E / 37.7583, 140.4700 (1991-2020) | Parámetros climáticos promedio de Central Fukushima, elevation of 67 metros (219,8 pies), located at 37°45.5′N 140°28.2′E / 37.7583, 140.4700 (1991-2020) | Parámetros climáticos promedio de Central Fukushima, elevation of 67 metros (219,8 pies), located at 37°45.5′N 140°28.2′E / 37.7583, 140.4700 (1991-2020) | Parámetros climáticos promedio de Central Fukushima, elevation of 67 metros (219,8 pies), located at 37°45.5′N 140°28.2′E / 37.7583, 140.4700 (1991-2020) | Parámetros climáticos promedio de Central Fukushima, elevation of 67 metros (219,8 pies), located at 37°45.5′N 140°28.2′E / 37.7583, 140.4700 (1991-2020) | Parámetros climáticos promedio de Central Fukushima, elevation of 67 metros (219,8 pies), located at 37°45.5′N 140°28.2′E / 37.7583, 140.4700 (1991-2020) | Parámetros climáticos promedio de Central Fukushima, elevation of 67 metros (219,8 pies), located at 37°45.5′N 140°28.2′E / 37.7583, 140.4700 (1991-2020) | Parámetros climáticos promedio de Central Fukushima, elevation of 67 metros (219,8 pies), located at 37°45.5′N 140°28.2′E / 37.7583, 140.4700 (1991-2020) | Parámetros climáticos promedio de Central Fukushima, elevation of 67 metros (219,8 pies), located at 37°45.5′N 140°28.2′E / 37.7583, 140.4700 (1991-2020) | Parámetros climáticos promedio de Central Fukushima, elevation of 67 metros (219,8 pies), located at 37°45.5′N 140°28.2′E / 37.7583, 140.4700 (1991-2020) | Parámetros climáticos promedio de Central Fukushima, elevation of 67 metros (219,8 pies), located at 37°45.5′N 140°28.2′E / 37.7583, 140.4700 (1991-2020) |
| Mes | Ene. | Feb. | Mar. | Abr. | May. | Jun. | Jul. | Ago. | Sep. | Oct. | Nov. | Dic. | Anual |
| --- | --- | --- | --- | --- | --- | --- | --- | --- | --- | --- | --- | --- | --- |
| Temp. máx. abs. (°C) | 18.1 | 21.4 | 25.2 | 32.2 | 35.3 | 36.7 | 39.0 | 39.1 | 37.3 | 30.3 | 26.0 | 22.4 | 39.1 |
| Temp. máx. media (°C) | 5.8 | 7.1 | 11.2 | 17.7 | 23.1 | 25.9 | 29.1 | 30.5 | 26.2 | 20.5 | 14.5 | 8.6 | 18.4 |
| Temp. media (°C) | 1.9 | 2.5 | 5.9 | 11.7 | 17. | 20.7 | 24.3 | 25.5 | 21.6 | 15.6 | 9.5 | 4.3 | 13.4 |
| Temp. mín. media (°C) | -1.5 | -1.2 | 1.3 | 6.4 | 12.1 | 16.6 | 20.8 | 21.9 | 18.0 | 11.7 | 5.2 | 0.7 | 9.3 |
| Temp. mín. abs. (°C) | -15.0 | -18.5 | -12.9 | -5.5 | -1.2 | 3.8 | 9.1 | 13.0 | 4.8 | -1.7 | -6.6 | -13.5 | -18.5 |
| Precipitación total (mm) | 56.5 | 41.1 | 75.7 | 81.8 | 88.5 | 121.2 | 177.7 | 151.3 | 167.6 | 138.7 | 58.4 | 48.9 | 1207.4 |
| Nevadas (cm) | 49 | 34 | 14 | 1 | 0 | 0 | 0 | 0 | 0 | 0 | 1 | 24 | 123 |
| Días de precipitaciones (≥ ≧0.5mm) | 10.6 | 8.6 | 9.2 | 8.2 | 9.7 | 11.9 | 15.2 | 12.4 | 12.0 | 9.7 | 7.7 | 10.8 | 126 |
| Días de nevadas (≥ ≧5cm) | 3.3 | 2.2 | 0.9 | 0.2 | 0.0 | 0.0 | 0.0 | 0.0 | 0.0 | 0.0 | 0.1 | 1.7 | 8.4 |
| Horas de sol | 132.2 | 144.8 | 175.1 | 189.7 | 193.2 | 141.4 | 125.2 | 148.7 | 122.9 | 133.7 | 128.3 | 118.7 | 1753.9 |
| Humedad relativa (%) | 68 | 65 | 61 | 58 | 63 | 72 | 77 | 76 | 76 | 73 | 70 | 70 | 69.1 |
| Fuente: Japan Meteorological Agency | | | | | | | | | | | | | |

| Parámetros climáticos promedio de Paso Tsuchiyu (1991–2020) | Parámetros climáticos promedio de Paso Tsuchiyu (1991–2020) | Parámetros climáticos promedio de Paso Tsuchiyu (1991–2020) | Parámetros climáticos promedio de Paso Tsuchiyu (1991–2020) | Parámetros climáticos promedio de Paso Tsuchiyu (1991–2020) | Parámetros climáticos promedio de Paso Tsuchiyu (1991–2020) | Parámetros climáticos promedio de Paso Tsuchiyu (1991–2020) | Parámetros climáticos promedio de Paso Tsuchiyu (1991–2020) | Parámetros climáticos promedio de Paso Tsuchiyu (1991–2020) | Parámetros climáticos promedio de Paso Tsuchiyu (1991–2020) | Parámetros climáticos promedio de Paso Tsuchiyu (1991–2020) | Parámetros climáticos promedio de Paso Tsuchiyu (1991–2020) | Parámetros climáticos promedio de Paso Tsuchiyu (1991–2020) | Parámetros climáticos promedio de Paso Tsuchiyu (1991–2020) |
| Mes                                                         | Ene.                                                        | Feb.                                                        | Mar.                                                        | Abr.                                                        | May.                                                        | Jun.                                                        | Jul.                                                        | Ago.                                                        | Sep.                                                        | Oct.                                                        | Nov.                                                        | Dic.                                                        | Anual                                                       |
| ----------------------------------------------------------- | ----------------------------------------------------------- | ----------------------------------------------------------- | ----------------------------------------------------------- | ----------------------------------------------------------- | ----------------------------------------------------------- | ----------------------------------------------------------- | ----------------------------------------------------------- | ----------------------------------------------------------- | ----------------------------------------------------------- | ----------------------------------------------------------- | ----------------------------------------------------------- | ----------------------------------------------------------- | ----------------------------------------------------------- |
| Temp. máx. abs. (°C)                                        | 6.8                                                         | 11.8                                                        | 13.0                                                        | 20.6                                                        | 27.2                                                        | 27.6                                                        | 29.0                                                        | 29.4                                                        | 26.8                                                        | 24.6                                                        | 18.2                                                        | 15.3                                                        | 29.4                                                        |
| Temp. máx. media (°C)                                       | -3.8                                                        | -2.9                                                        | 0.8                                                         | 7.4                                                         | 14.1                                                        | 17.3                                                        | 20.6                                                        | 20.8                                                        | 17.6                                                        | 11.9                                                        | 5.7                                                         | -0.7                                                        | 9.1                                                         |
| Temp. media (°C)                                            | -6.2                                                        | -5.8                                                        | -2.5                                                        | 3.5                                                         | 9.7                                                         | 13.6                                                        | 17.5                                                        | 18.5                                                        | 14.4                                                        | 8.5                                                         | 2.6                                                         | -3.2                                                        | 5.9                                                         |
| Temp. mín. media (°C)                                       | -8.7                                                        | -8.7                                                        | -5.8                                                        | 0.2                                                         | 6.0                                                         | 10.8                                                        | 15.1                                                        | 16.0                                                        | 11.9                                                        | 5.7                                                         | -0.2                                                        | -5.7                                                        | 3.1                                                         |
| Temp. mín. abs. (°C)                                        | -16.4                                                       | -20.3                                                       | -14.0                                                       | -10.7                                                       | -3.4                                                        | 1.6                                                         | 5.8                                                         | 8.5                                                         | 0.4                                                         | -3.9                                                        | -10.3                                                       | -14.6                                                       | -20.3                                                       |
| Precipitación total (mm)                                    | 111.8                                                       | 70.2                                                        | 115.1                                                       | 145.7                                                       | 165.8                                                       | 239.4                                                       | 318.7                                                       | 309.1                                                       | 297.6                                                       | 246.5                                                       | 124.7                                                       | 133.5                                                       | 2278.1                                                      |
| Días de lluvias (≥ 1 mm)                                    | 17.6                                                        | 14.1                                                        | 14.7                                                        | 12.5                                                        | 12.9                                                        | 14.2                                                        | 17.3                                                        | 14.8                                                        | 15.5                                                        | 13.9                                                        | 14.9                                                        | 18.9                                                        | 181.3                                                       |
| Horas de sol                                                | 38.8                                                        | 60.6                                                        | 108.3                                                       | 156.9                                                       | 178.8                                                       | 125.3                                                       | 106.0                                                       | 139.3                                                       | 106.9                                                       | 110.7                                                       | 86.4                                                        | 48.8                                                        | 1266.8                                                      |
| Fuente n.º 1: Agencia Meteorológica de Japón                |                                                             |                                                             |                                                             |                                                             |                                                             |                                                             |                                                             |                                                             |                                                             |                                                             |                                                             |                                                             |                                                             |
| Fuente n.º 2: Agencia Meteorológica de Japón                |                                                             |                                                             |                                                             |                                                             |                                                             |                                                             |                                                             |                                                             |                                                             |                                                             |                                                             |                                                             |                                                             |

## Galería de imágenes

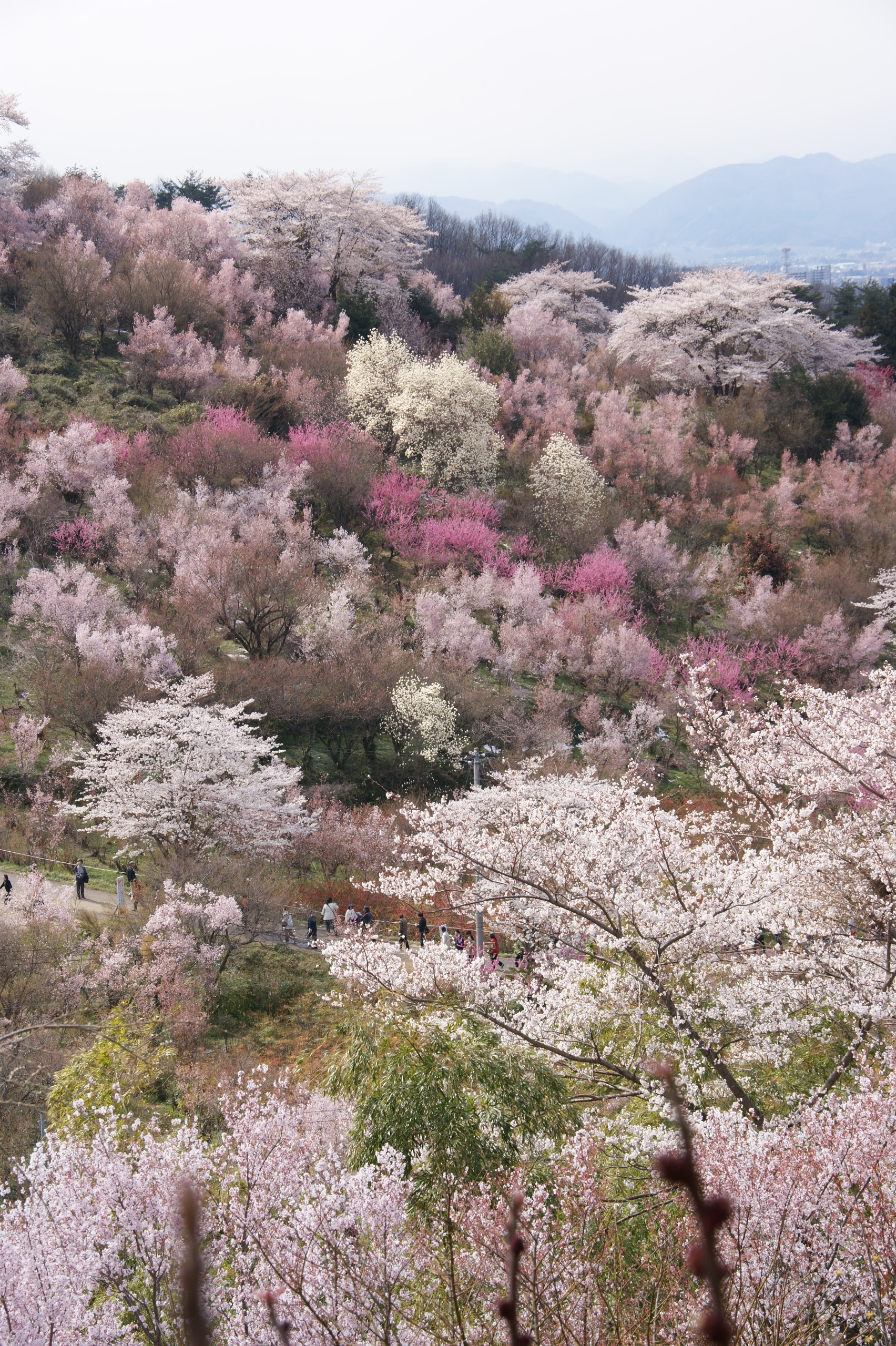
Hanami-Yama Park
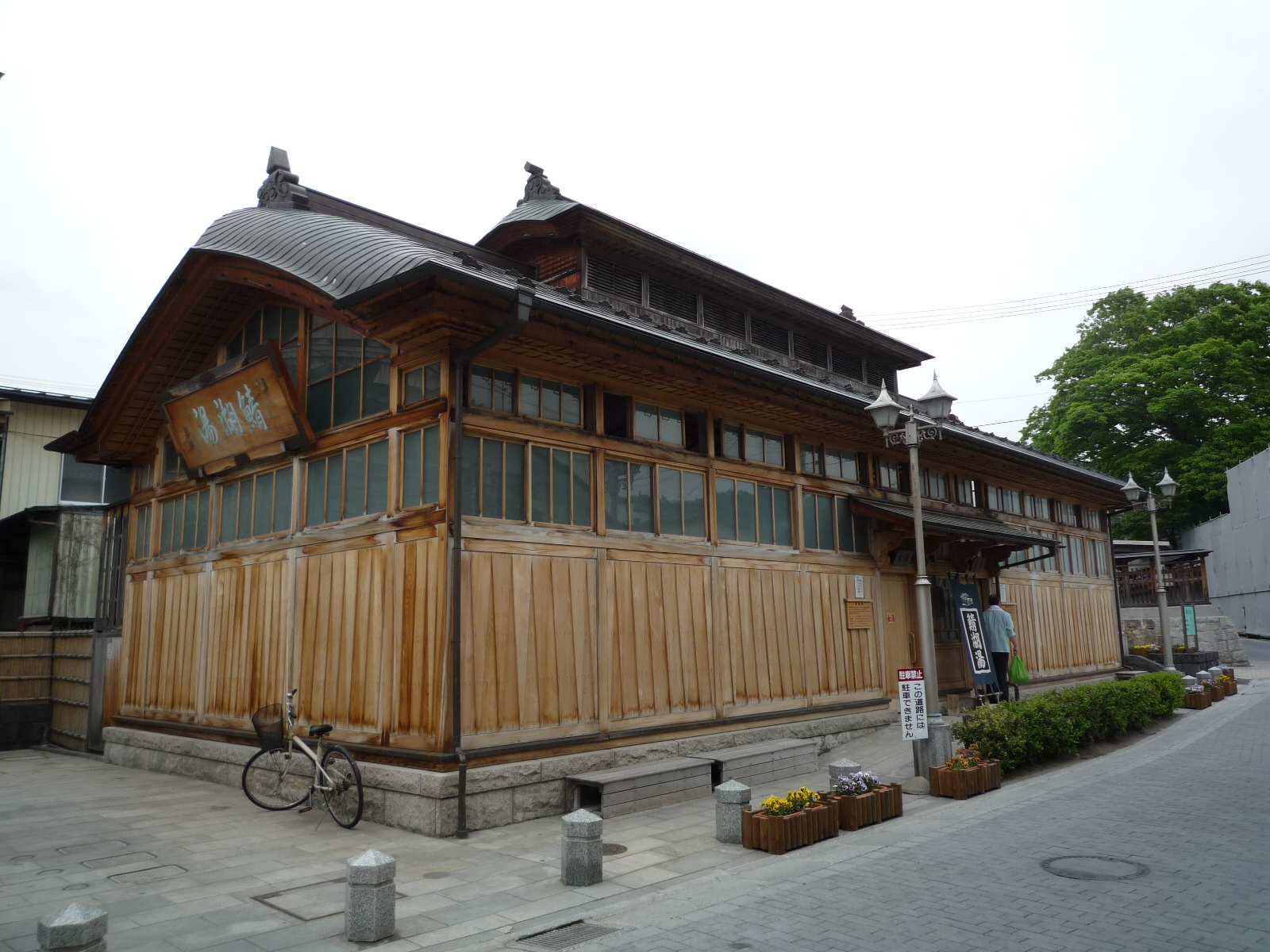
Iizaka Hot Spring
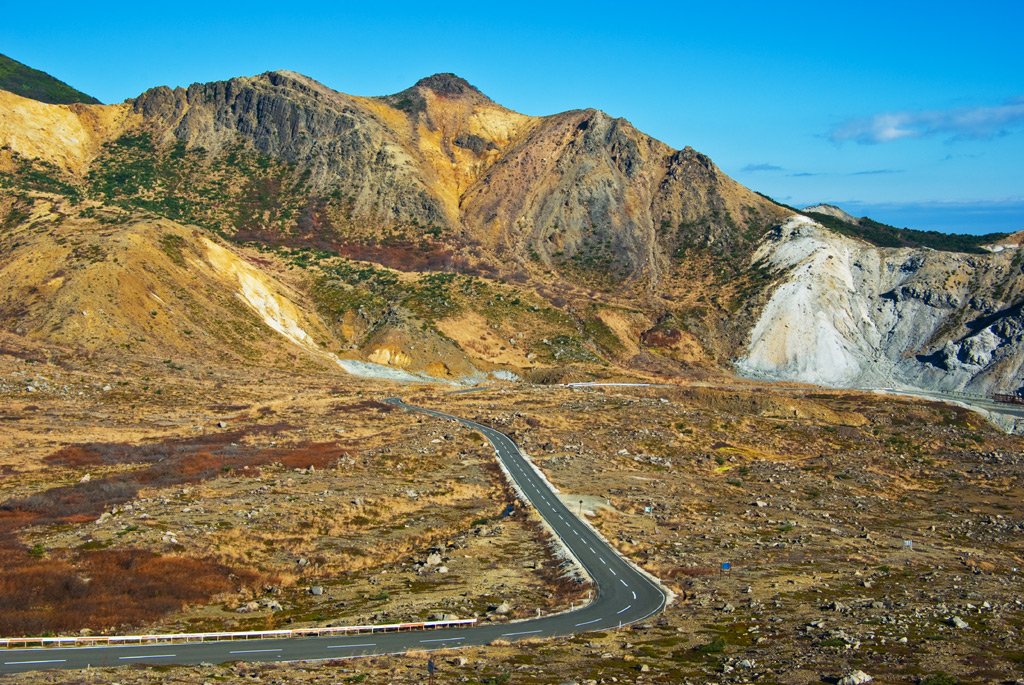
Bandai-Azuma Roadway
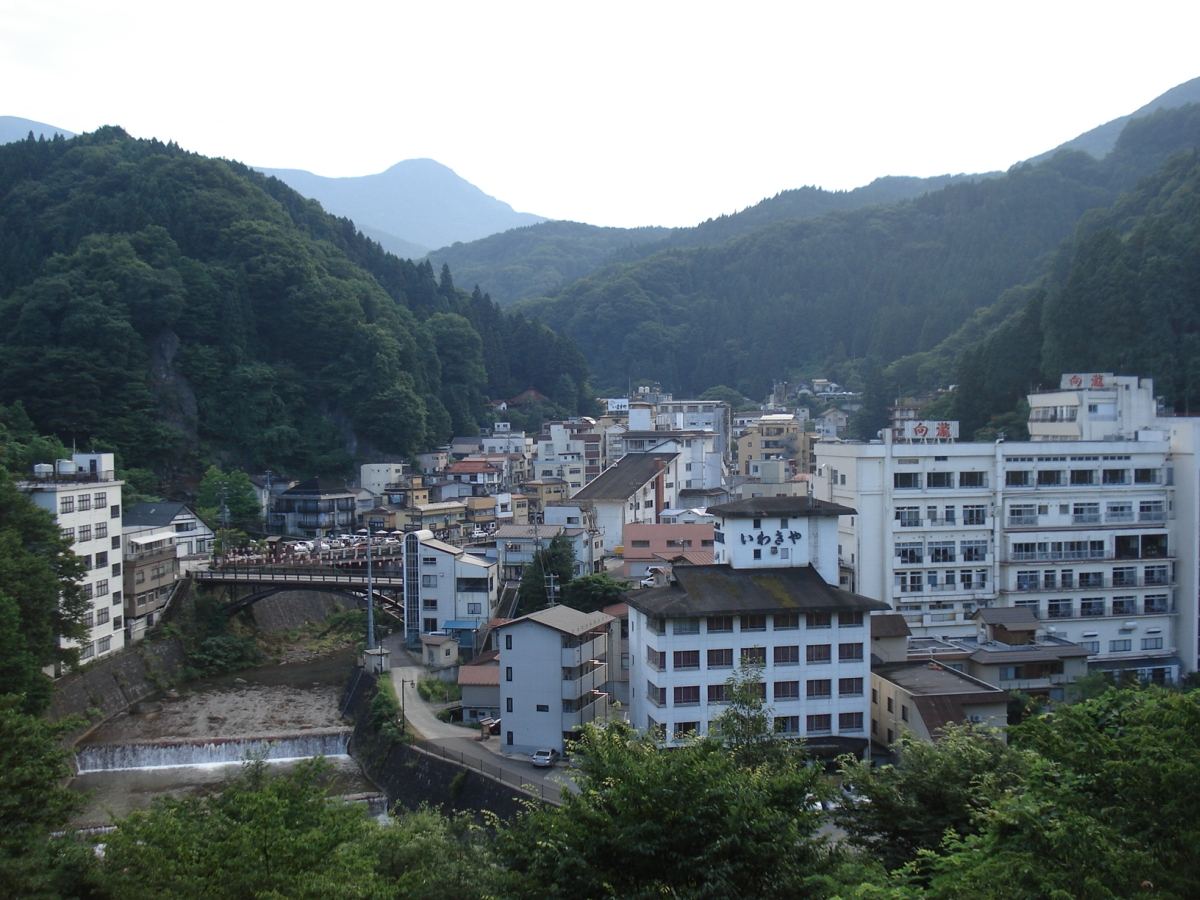
Tsuchiyu Hot Spring